# Resolució 2047 del Consell de Seguretat de les Nacions Unides
La Resolució 2047 del Consell de Seguretat de les Nacions Unides fou adoptada per unanimitat el 17 de maig de 2012. Després de recordar totes les resolucions anteriors sobre el Sudan, i en especial les resolucions 1990 (2011) i 2024 (2011) el Consell va decidir ampliar el mandat de la Força Provisional de Seguretat de les Nacions Unides per a Abyei (UNISFA) durant sis mesos.
D'acord amb la Resolució, Sudan del Sud havia retirat les seves tropes d'Abyei, i ara es demanava el mateix al Sudan. La regió havia de ser desmilitaritzada amb l'excepció de la UNISFA i la policia abyiesa. Sobre la base d'aquest compliment, el mandat de la UNISFA es revisarà en un termini de quatre mesos.
A més, Sudan i Sudan del Sud havien de signar immediatament un Status of Forces Agreement amb el Secretari General de les Nacions Unides. També s'ha hagut de treballar en el desminatge de la regió d'Abyei i el lliurament sense restriccions de l'ajuda humanitària.